# Deda, Mureș
Deda (în maghiară Déda, în germană Dade) este satul de reședință al comunei cu același nume din județul Mureș, Transilvania, România.

## Localizare
Localitatea este situată la ieșirea râului Mureș din defileul Toplița - Deda, la poalele Munților Călimani. Deda este un important nod feroviar, aici făcându-se legătura magistralei care trece prin Târgu-Mureș cu magistrala Brașov - Miercurea Ciuc - Dej.

## Istoric
Satul Deda este atestat documentar în anul 1393 sub numele pe care îl poartă și azi.
Pe Harta Iosefină a Transilvaniei din 1769-1773 (Sectio 127) localitatea apare sub numele de „Deda”.

## Vechea mănăstire
Mănăstire greco-catolică, numită „Mănăstirea pe Bistra". Pe timpul lui Grigore Maior călugărul unit din ea a fost alungat de un dascăl neunit, care s-a așezat apoi în mănăstire, ocupându-i averea, care consta din loc arător de 4 găleți și dintr-un fânaț de 10 care de fân.

## Atracții turistice
- Rezervația naturală “Defileul Deda-Toplița” (6.000 ha).
- Activitate culturală: Ansamblul Folcloric Junii Călimanilor.

## Personalități locale
- Vasile Netea, scriitor, istoric.
- Andrei Ghidiu (1849 - 1937),  deputat în Marea Adunare Națională de la Alba Iulia 1918